# 코리에 리코
코리에 리코(일본어: 梱枝りこ 코리에 리코[*], 2월 2일 ~ )는 여성 프리 일러스트레이터이자 만화가이며, 케로Q와 마쿠라 소프트에서 활동 후 Lump of Sugar 등에서도 활동하였었다. 라이트 노벨 츠키츠키!, 총황무진 파프닐, 리딩 블러드의 삽화 도 했었다.

## PC 게임
- 슈프림 캔디 ~왕도에는 왕도만의 이유가 있습니다~
- 갑자기 널 사랑하고 있어 (いきなりあなたに恋している)
- 학☆왕
- 매지컬 챠밍!
- 작은 정원의 학원 (箱庭の学園)

## 라이트 노벨
- 리리스에게 맡겨줘
- 츠키츠키!
- 리딩 블러드
- 총황무진 파프닐

## 만화
- 아리스 or 아리스

## 사이트
- 블로그 링크
- 트위터